# Gnophos staudingeri
Gnophos staudingeri är en fjärilsart som beskrevs av Wnukowsky 1929. Gnophos staudingeri ingår i släktet Gnophos och familjen mätare. Inga underarter finns listade i Catalogue of Life.